# Amtsgericht Schalkau
Das Amtsgericht Schalkau war ein deutsches Amtsgericht mit Sitz in Schalkau.

## Geschichte
Nach der Märzrevolution wurden im Herzogtum Sachsen-Meiningen die Patrimonialgerichte abgeschafft und die Gerichte zum 1. Dezember 1850 als Kreisgerichte zusammengefasst. Bei den Kreisgerichten wurden Gerichtsdeputationen an den bisherigen Gerichtsstandorten eingerichtet. In Schalkau entstand so die Gerichtsdeputation Schalkau des Kreisgerichts Sonneberg.
Nach der Einführung der Reichsjustizgesetze 1879 entstand die Gerichtsstruktur, die bis zum Ende des Staates Bestand haben sollte. In Sachsen-Meiningen wurde dies mit dem Gesetz vom 16. Dezember 1878, betreffend Ausführungsbestimmungen zum deutschen Gerichtsverfassungsgesetz und der Verordnung vom 28. April 1879, betreffend die Sitze und Bezirke der künftigen Amtsgerichte umgesetzt. In Schalkau entstand das Amtsgericht Schalkau. Zuständiges Landgericht war das gemeinsame Landgericht Meiningen.
Nachdem im Jahr 1920 die thüringischen Staaten im Land Thüringen aufgegangen waren, wurde der Gerichtssprengel mit dem Thüringer Gerichtsstandortgesetz angepasst. Das Amtsgericht Schalkau umfasste nun Bachfeld, Ehnes, Emstadt, Görsdorf, Grümpen, Gundelswind, Katzberg, Mausendorf (Mausendorf, Neundorf), Rauenstein (Rauenstein, Welchenbach), Roth-Almerswind (Roth, Oberroth, Almerswind, Sellendorf), Rückerswind, Schalkau, Seltendorf (Seltendorf, Welchendorf), Döhlau, Siegmundsburg, Theuern, Truckendorf, Truckenthal sowie verschiedene gemeindefreie Gebiete.
Mit der Ausführungsverordnung über die Sitze und Bezirke der Amtsgerichte im Lande Thüringen vom 16. September 1949 (Reg.Bl. I S. 55) geschah. wurden die Gerichte in Thüringen neu geordnet und das Amtsgericht Schalkau aufgehoben. Dessen Sprengel wurde weitaus überwiegend dem Amtsgericht Sonneberg zugeteilt, einzig die Gemeinde Siegmundsburg kam zum Amtsgericht Steinach.